# Історія Сомалі
Починаючи з середини 3-го тисячоліття до н. е. до берегів північного Сомалі (названим єгиптянами «країною Пунт») здійснювали плавання єгиптяни, вивозили звідти золото, запашні смоли, деревину. Намагаючись встановити тут своє панування, правителі Єгипту виховували при своєму дворі дітей місцевої знаті. Геродот згадує про державу Макробія.

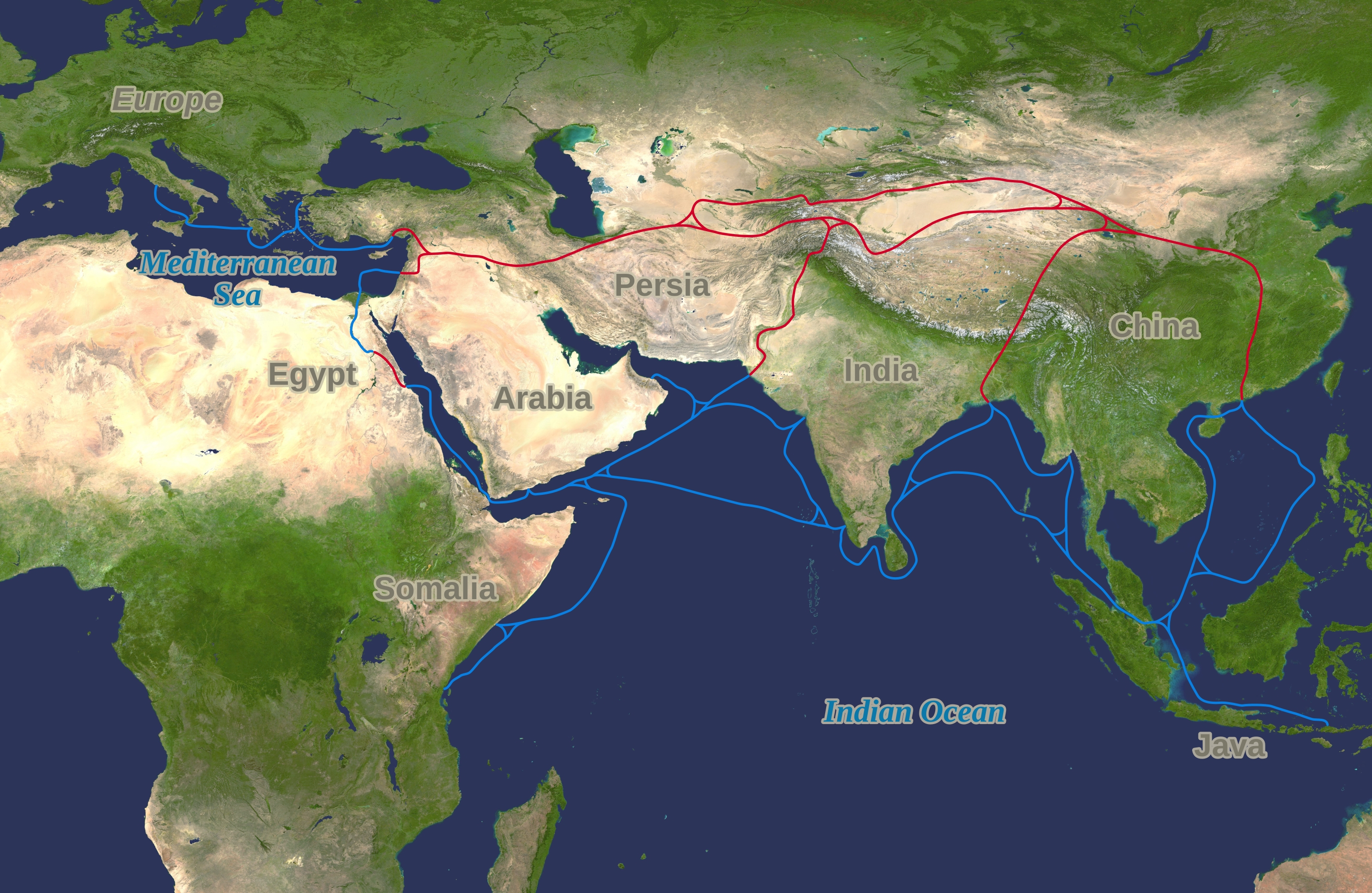
Древній Шовковий шлях

У III столітті до н. е. на півночі Сомалі заснували свої факторії греки і єгиптяни, піддані Птолемеїв. Вони займалися, крім іншого, ловлею і відправкою у Єгипет слонів.
У той час основне населення Сомалі складали кочівники-скотарі, але на узбережжі Аденської затоки вже існували портові селища. В I—II століттях н. е. населення узбережжя північного Сомалі через порти Аваліт, Малао, Опона вело торгівлю з Римською імперією, Південною Аравією, Індією. Із Сомалі вивозилися запашні смоли, прянощі, слонова кістка, панцирі черепах, раби, а ввозили ремісничі вироби і продовольчі товари.

## Середні віки

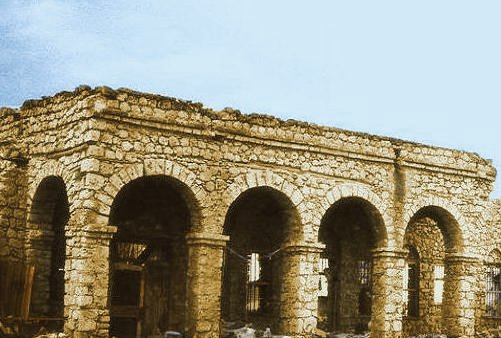
Руїни Сайли.

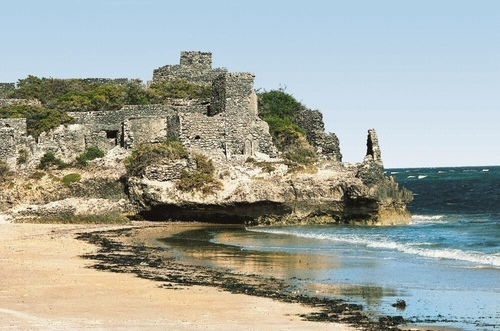
Цитадель Гондерше: важливі міста в середньовічній імперії.

У XII—XIII ст. на території Сомалі поширюється іслам, хоча він не повністю витіснив місцеві культи. У XII—XVI століттях на території сучасного Сомалі періодично виникали султанати, які швидко розпадалися.
У XIV—XV століттях йшли постійні війни мусульманських султанатів Сомалі проти християнської Ефіопської імперії. Перша згадка етноніма «сомалі» з'являється в амхарській пісні початку XV-го століття, на честь перемоги ефіопського імператора Йісхака.
У 1499 році біля берегів Сомалі з'явилися португальські кораблі, під командуванням Васко да Гами. Португальці захопили сомалійські міста — Могадішо в 1499, Бараве в 1506, Сайлу в 1517. У підсумку португальці підпорядкували собі все узбережжя Сомалі.   Та  наприкінці  17 -  початку  18 ст.  португальців   витіснили  араби  з  Оманського  султанату.   Тоді   ж  розпався  Аджуранський  султанат,  а  на  його  місці   сомалійські  племена  раханвейн  і  хавія   утворили  держави  Геледі  і  Хіраб.

## XIX століття

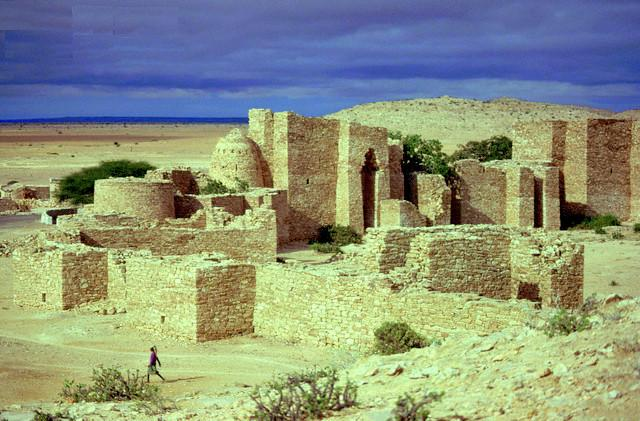
Замок Талех

У XIX-му столітті в Сомалі почастішали міжусобні війни між султанатами і племенами, що супроводжувалися переселенням великих груп жителів, переважно у південні райони. На початку XIX-го століття в Сомалі стали поширюватися різні вчення мусульманських течій і сект, які періодично оголошували джихад сусідам. У 1819 році одна з сект заснувала теократичну державу   в  м.Бардере  на  ріці  Джубба, яка стало воювати проти султанатів Геледі, Тунні і Барава. У середині XIX-го століття Бардера була розгромлена сусідами, але вогнища джихаду збереглися.   Сомалійці  також  брали  участь а африканській  работоргівлі,  закуповуючи  рабів з народів  банту,  внаслідок  чого  в  Сомалі  досі існують   поселення  банту.  1861 р.  володіння  Оману  на  півдні  Сомалі перейшли  до  Занзібару.  З 1869 року порти Сомалі став захоплювати Єгипет. Однак до 1885 єгиптяни пішли з Сомалі, не витримавши опору місцевих правителів. У 1884—1888 роках Велика Британія, Італія і Франція поділили між собою все узбережжя Сомалі.   Північ  країни  стала  володінням  Британський Сомаліленд,  а  південь  та  центр -  володінням  Італії Італійське Сомалі.

## XX століття

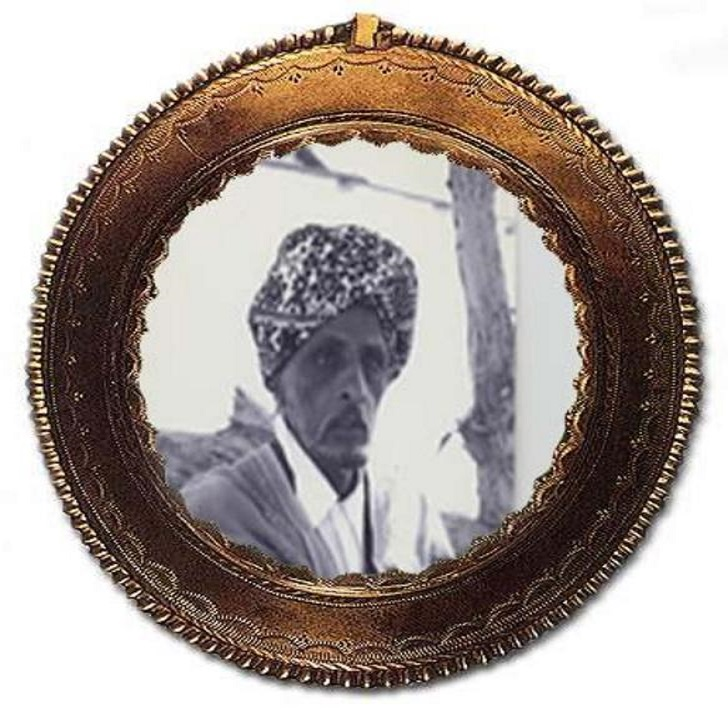
Султан Мохамуд Алі Шир

У 1920-х роках італійські колонізатори почали розвивати в Сомалі систему плантаційно-фермерського господарства європейського типу. Фашистський уряд Муссоліні виділяв на це суттєві фінансові субсидії, а також організував будівництво у Сомалі доріг та іригаційних споруд. Фашистська влада Італії також заохочувала переселення італійських селян в Сомалі. У той же період британські колонізатори займалися у своїй частині Сомалі в основному будівництвом доріг, удосконаленням портів та експортом шкур (в основному кіз).
У період Другої світової війни Сомалі було об'єднано спершу під італійським прапором, потім під британським. Подальша доля колонії викликала великі суперечки на міжнародному рівні, і в результаті було вирішено надати їй незалежність після тривалого перехідного періоду. У 1950 році на території колишньої італійської колонії була утворена Підопічна територія Сомалі, а в 1960 році вона була об'єднана з державою Сомаліленд в єдину Республіку Сомалі.

### Період незалежності
У 1960 році Сомалі здобула незалежність, саме тоді формально об'єдналися дві колишні колонії — Італійське Сомалі і Британське Сомалі (Сомаліленд). Першим президентом став Аден Абдула Осман Даар. У вересні 1960 року СРСР встановив дипломатичні відносини з Сомалі. Через шість місяців до Сомалі вирушила офіційна державна делегація. У 1961 році Радянський Союз відвідав прем'єр-міністр Сомалі Абдірашид Алі Шермарк у складі невеликої делегації. Під час візиту було підписано угоду про економічне і технічне співробітництво. Договір передбачав надання Радянським Союзом допомоги у розвитку сільського господарства і харчової промисловості; будівництві водосховища, морського порту; проведення геолого-пошукових робіт на олово і свинець; бурінні свердловин на воду. З 1963 по 1967 рік Сомалі підтримував повстанський рух сомалі в Кенії.
Після здобуття незалежності Сомалі пред'явила територіальні претензії до сусідніх країн і територій — Кенії, Ефіопії і Джибуті (тоді Території Афаров і Ісса), і заохочувала іредентистські прагнення місцевих громад сомалійців. Сіад Барре в 1977 році несподівано напав на другого радянського союзника в регіоні Африканського Рогу — Ефіопію, вирішивши скористатися труднощами сусіда, проводячи політику створення Великого Сомалі та маючи мету відторгнути область Огаден, захоплену Ефіопією на початку XX століття. Оскільки в обох країнах до того часу були уряди прорадянської орієнтації, СРСР змушений був вибирати сторону конфлікту, і ефіопське керівництво здалося більш надійним. В результаті війни ефіопська армія, використовуючи масовані поставки радянської зброї і кубинських добровольців, розгромила агресора. У 1978 році в Сомалі була спроба перевороту силами прорадянськи налаштованих армійських офіцерів, у ній брав участь і Абдуллахі Юсуф Ахмед, з 2004 до 2008 року формальний глава держави.

### Період хаосу

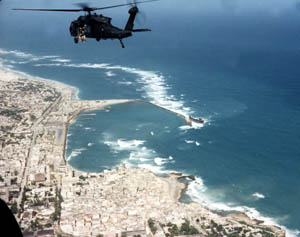
Американський вертоліт Блек Хок над узбережжям Могадішо.

Сомалі як держава фактично припинила своє існування, втративши всі атрибути єдиної державності і розпавшись на безліч клаптиків, контрольованих ворогуючими між собою польовими командирами. Північна частина країни проголосила свою незалежність як Республіка Сомаліленд, і залишається порівняно стабільною. Деякі джерела схильні оцінювати поточне становище в країні як анархію.
У 2000 році була зроблена спроба об'єднання країни, коли представники польових командирів, зібравшись у місті Арта в Джибуті, обрали президентом Абдул-Кассіма Салат Хассана. Однак йому відмовилися підкоритися польові командири. У 2004 році за сприяння Ефіопії створено альтернативний тимчасовий уряд, який очолив Абдуллахі Юсуф Ахмед, який має подвійне сомалійсько-американське громадянство.